# Joannes Baptista Van Roy
 Joannes Baptista Van Roy (Sint-Katelijne-Waver, 15 december 1817 - Lint, 16 november 1894) was een Belgisch politicus. Hij was burgemeester van Lint.

## Levensloop
Van Roy was landbouwer. Op 16 februari 1878 werd hij benoemd tot burgemeester van Lint als opvolger van de overleden Henricus Torfs. Hij bleef dit tot aan zijn dood.